# Clifford Flanigan
Clifford Flanigan (* 2. August 1941 in Baltimore, Maryland; † 27. Oktober 1993 in Bloomington, Indiana) war ein US-amerikanischer Theaterwissenschaftler, Mediävist und Universitätsprofessor.

## Leben
Charles Clifford Flanigan wuchs als Einzelkind in einer amerikanischen Familie deutsch-irischer Abstammung in Baltimore auf. Sein Abitur am City College High School erlangt er bereits mit 16 Jahren. Zunächst wollte er (lutheranischer) Geistlicher werden und begann seine Studien in Bronxville, New York und setzte sie in Concordia Senior College in Fort Wayne, Indiana, fort. Seinen Magisterabschluss in Theologie wurde ihm von der lutherischen Concordia Seminary nahe St. Louis, Missouri, 1967 verliehen. Obwohl er Protestant war, verfolgte er das katholische Kirchenjahr mit Aufmerksamkeit und beging die Feierlichkeiten des römischen Kalenders auf private Weise, aber auch durch den Besuch katholischer Liturgien. 
Während des Theologiestudiums begann er ein begleitendes Studium der Komparatistik und Mediävistik an der Washington University in St. Louis. Er entschied sich gegen die geistliche Ordination und wurde Doktorand an der Washington University. Als er seine Dissertation über die Ursprünge des liturgischen Spiels im lateinischen Ritus 1973 einreichte, hatte er bereits eine Anstellung im Comparative Literature Program der Indiana University. Für einen aus der Dissertation hervorgegangenen Aufsatz erhielt er 1976 eine Auszeichnung von der Medieval Academy of America.
Flanigan galt als passionierter Pädagoge. Nach seinem überraschend frühen Tod veranstaltete seine Schüler zwei Tagungen, 1994 in Bloomington und 1995 in Kalamazoo. Flanigans Forschungsansatz, in dem jüngere Ergebnisse der Kritischen Theorie und der geschichtswissenschaftlichen Bewegungen (etwa Annales-Schule) zum Einsatz kamen, galt unter den Mediävisten seines Umfeldes als unkonventionell und fortschrittlich. 
Er widmete sich auch der szenischen Aufführung von mittelalterlichen Spielen, etwa des Passionsspiels aus der Carmina-Burana-Handschrift, das in Bloomington und New York City aufgeführt wurde. Insgesamt arbeitete er als Dramaturg, Schauspieler oder Regisseur an neun  Aufführungen mit.

## Bücher von Flanigan (in Auswahl)
- The Fleury “Playbook”. Essays and Studies, hg. von C. Clifford Flanigan–Thomas P. Campbell–Clifford Davidson (Kalamazoo 1985).
- Liturgical Drama and Dramatic Liturgy. A Study of the Quem queritis Easter Dialogue and its Cultic Context (Ann Arbor [Michigan] 1981).